# Singing Bee
Singing Bee is een Nederlands televisieprogramma, gebaseerd op de Amerikaanse versie The Singing Bee van NBC, dat werd uitgezonden door RTL 4. De presentatie van het programma was in handen van Gordon.

## Format

### Oudejaarsspecial
Uit het publiek worden tien kandidaten gekozen die ondergebracht worden in twee teams. De teams worden gesteund door een captain, de captains zijn Xander de Buisonjé en Do.
Tijdens het spel krijgen de twee teams opdrachten om liedjes goed te zingen. Tijdens de verschillende opdrachten vallen mensen af, totdat er een iemand overblijft. De winnaar van de show maakt tijdens de finale kans op 10.000 euro.

### Normale uitzendingen
De presentator haalt vijf mensen uit het publiek. Tijdens elke ronde valt er een kandidaat af. De persoon die als laatste overblijft moet daarna zeven nummers zingen, zingt hij vijf van de zeven goed wint deze persoon 5000 euro, maakt de kandidaat drie fouten wint hij het bedrag dat hij al had verdiend.

## Trivia
- Het Nederlandse format is anders dan het officiële format van The Singing Bee, in de Nederlandse versie komen andere spellen aan bod.
- Op 31 december 2007 zond RTL 4 een oudejaarsloterijspecial van dit programma uit.
- Tijdens de show geldt een regel: vals zingen mag zolang je maar goed zingt.